# Sanderson Miller
Sanderson Miller (1716 - 23 avril 1780) est un pionnier anglais de l'architecture néo-gothique et paysagiste. Il est connu pour ajouter des folies ou d'autres bâtiments et éléments de jardin pittoresques au terrain d'un domaine.

## Biographie

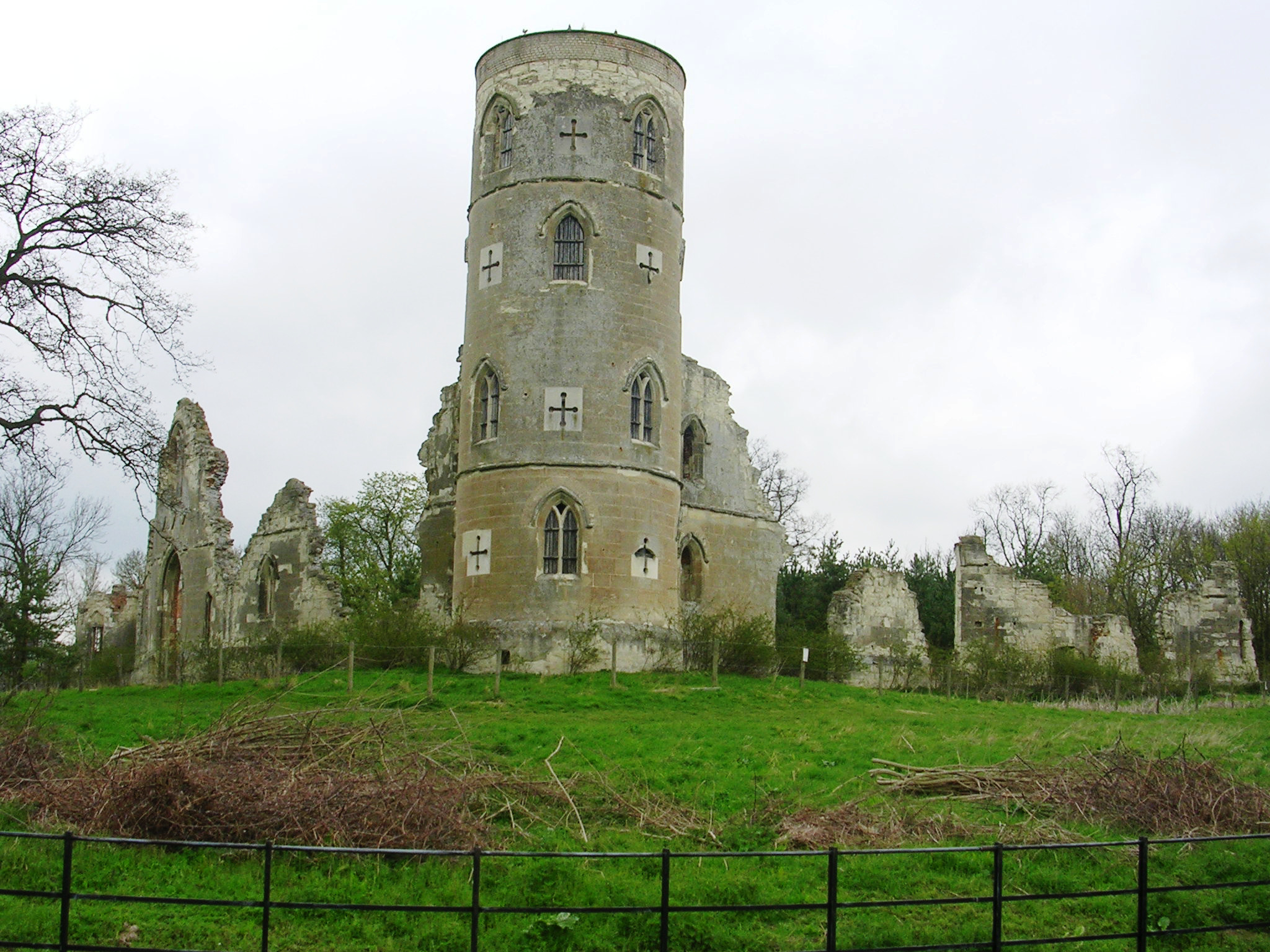
Wimpole's Folly, un faux château à moitié en ruine conçu par Miller, dans le parc de Wimpole Hall

Miller est le fils d'un marchand de laine du même nom, High Sheriff of Warwickshire en 1728, décédé en 1737. Il naît et passe toute sa vie à Radway, sur le domaine du Warwickshire acheté par son père en 1712,.
À l'âge de 15 ans, Miller s'intéresse déjà aux sujets historiques et, tout en étudiant à St Mary Hall, à Oxford, il continue à développer son intérêt pour le passé de l'Angleterre, sous l'influence de William King(1685-1763) (en). Il hérite de Radway Grange à l'âge de 21 ans et, quelques années plus tard, commence à redessiner la maison élisabéthaine dans un style gothique.

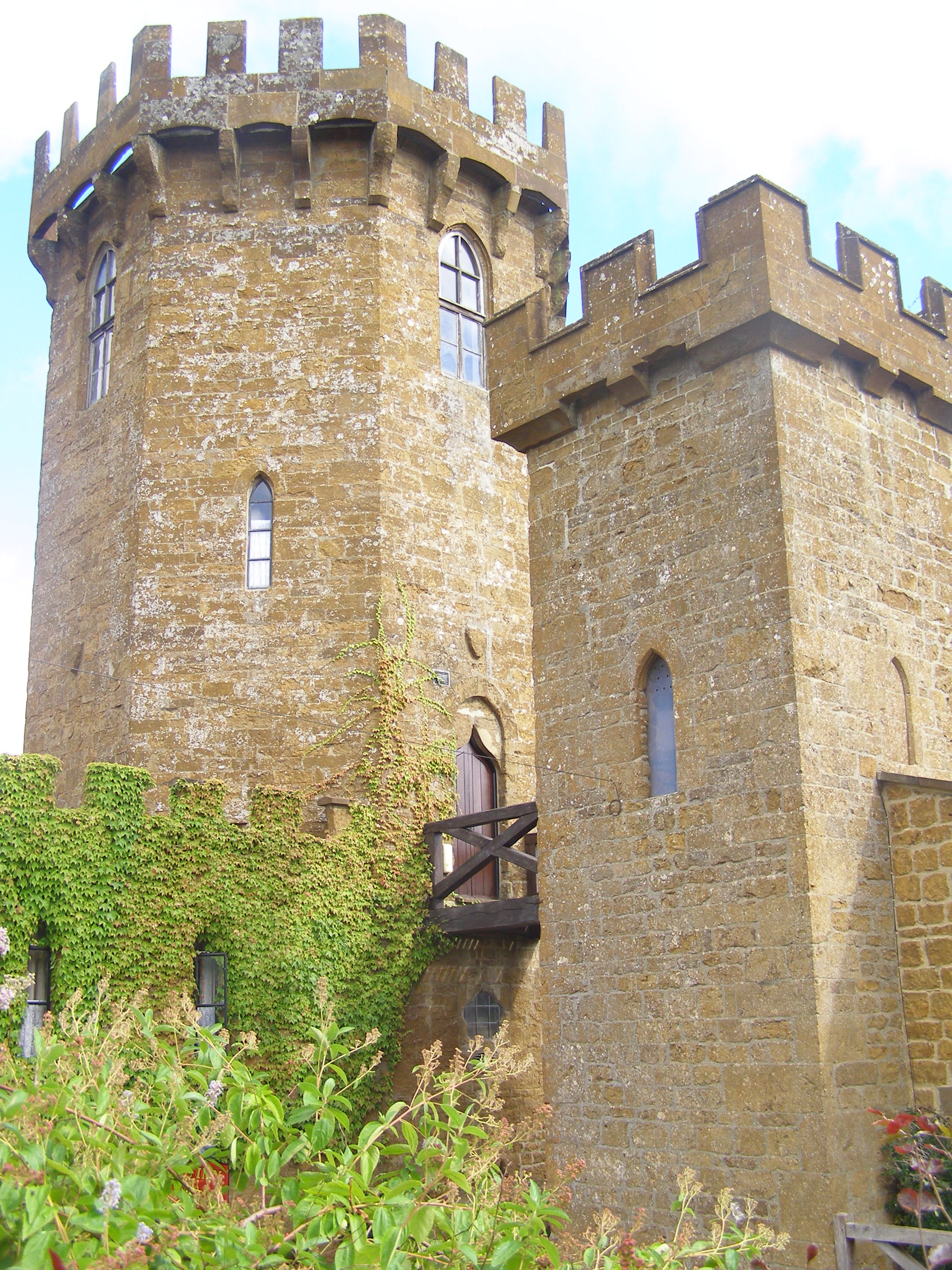
La tour octogonale à Edge Hill, Warwickshire

Dans le parc, il ajoute un cottage à toit de chaume et une tour octogonale basée sur la Tour Guy au Château de Warwick. La tour évoque non seulement visuellement le passé à travers sa conception médiévale, mais elle a également de fortes associations historiques d'autres types : par exemple, elle est destinée à abriter une statue de Caractacus et est située à l'endroit traditionnellement associé au roi levant l'étendard avant la bataille d'Edgehill.

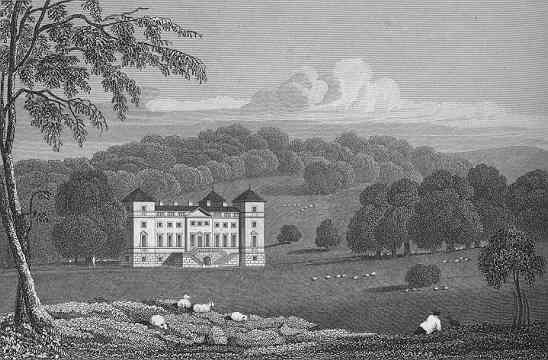
Hagley Hall dans le Worcestershire, où George Lyttelton insiste sur un style classique pour la maison principale

## Mécénat et développements
Ce travail à Radway établit la réputation de Miller en tant que gentleman ou amateur, architecte et paysagiste. Son large cercle social et les contacts développés par l'intermédiaire de son mécène George Lyttelton, conduisent à de nombreuses demandes pour ses créations. Il produit des bâtiments classiques comme Shire Hall à Warwick et Hagley Hall, Worcestershire, mais est plus souvent associé à des travaux de renaissance gothique, comme à Albury Hall, Oxfordshire et le Grand Hall de l'Abbaye Sainte-Marie de Lacock. Il est surtout connu pour les faux châteaux « en ruine » évocateurs qu'il créés à Hagley, Wimpole Hall et Ingestre Hall, Staffordshire, bien que ce dernier ait depuis été démoli. Il travaille aussi à Farnborough Hall, Abbaye de Wroxton, Upton House, Sham Castle, et Siston Court et Tudor Court, Hanworth Park, la partie restante d'un pavillon de chasse royal utilisé par Henry VIII.

## Famille
Miller épouse Susanna, fille d'Edward Trotman et ils ont six enfants : Fiennes, Charles, Susanna, Mary, Hester et Anna.

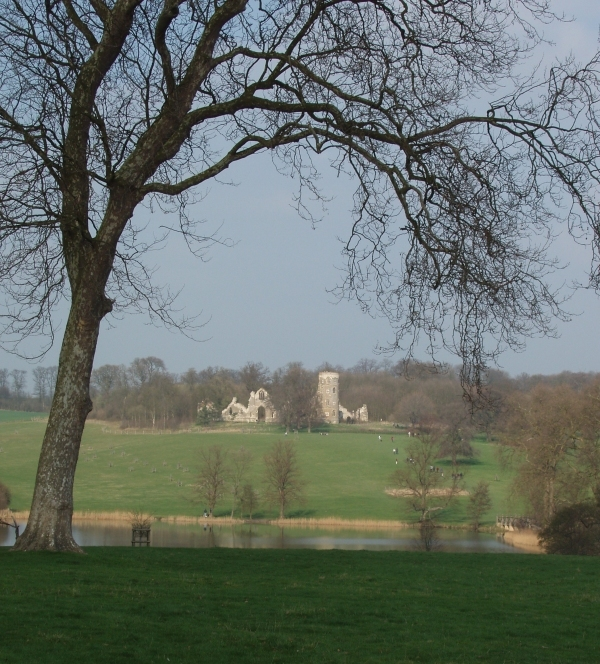
Le faux château de Wimpole Hall dans son cadre

## Galerie

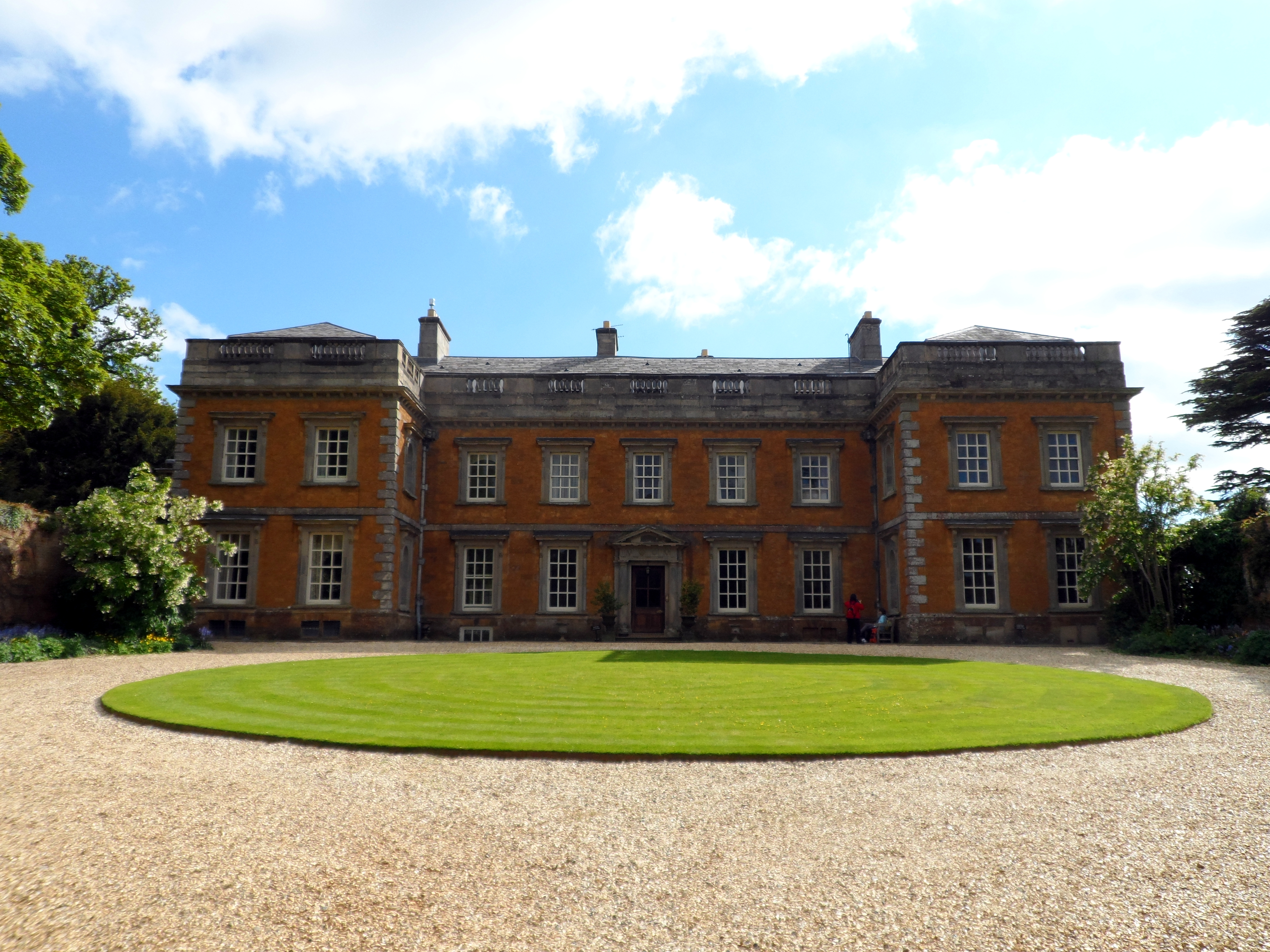
Farnborough Hall, Warwickshire
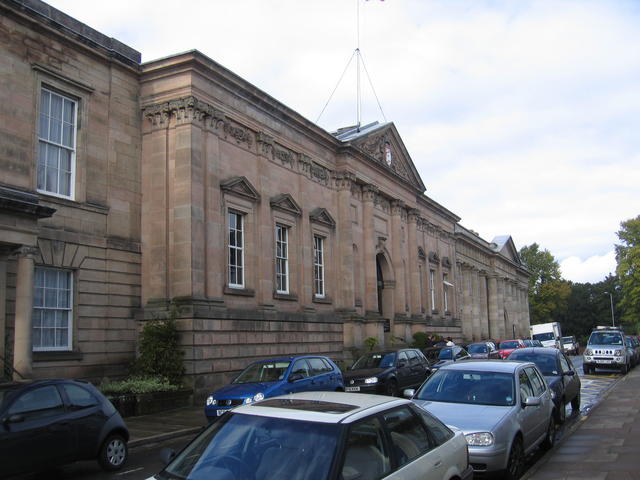
Shire Hall, Warwick
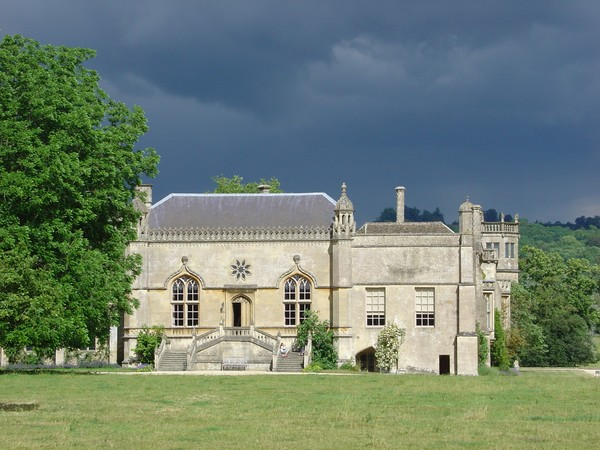
Abbaye Sainte-Marie de Lacock
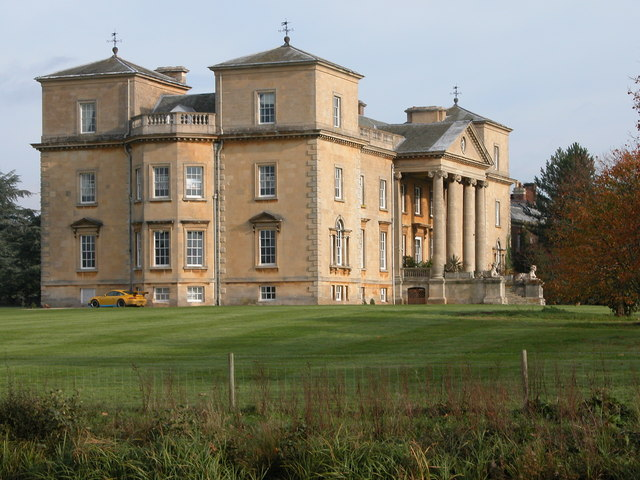
Croome Court
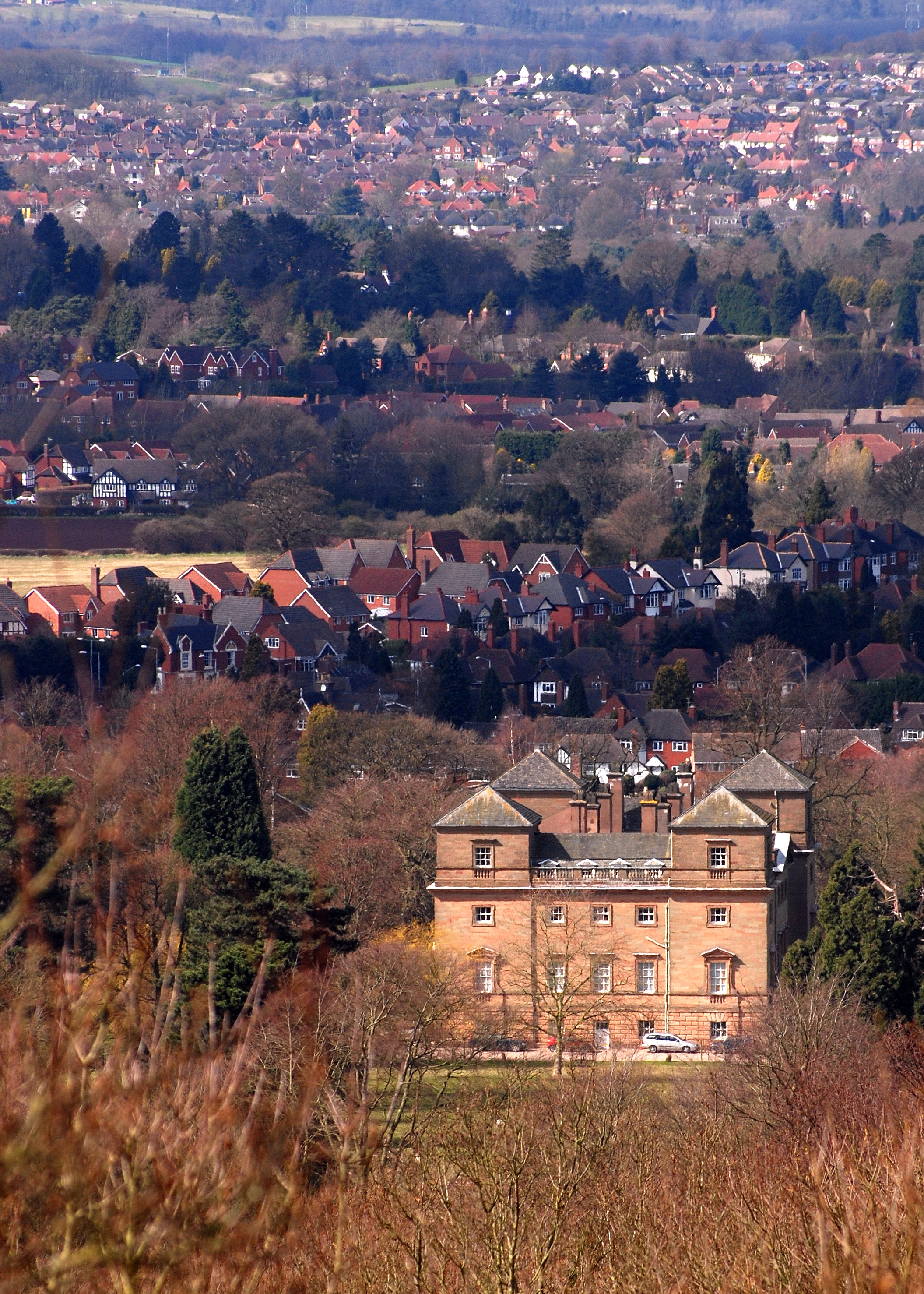
Hagley Hall
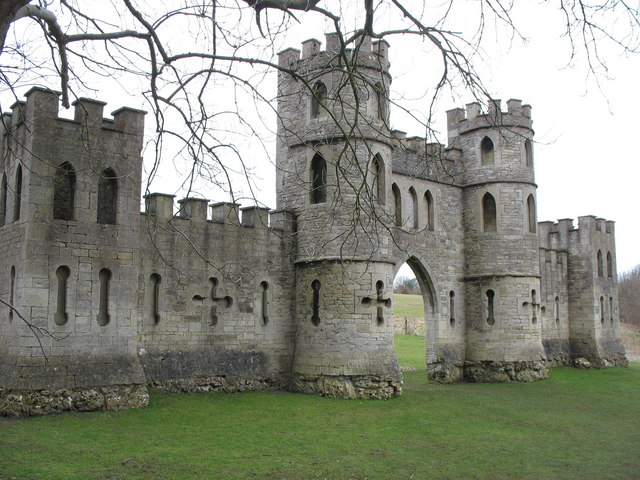
Le faux château de Ralph Allen surplombant Bath

## Sources
- William Hawkes, Les journaux de Sanderson Miller (Dugdale 2005)
- Jennifer Meir, Sanderson Miller et ses paysages (Phillimore 2006)
- Michael Cousins, « Wroxton Abbey, Oxfordshire : un domaine du XVIIIe siècle », Follies Journal, no 5 (2005), p. 39-72.
- Michael Cousins, "La fausse ruine, Hagley", Follies Magazine, vol. 10, non. 1 (1998), p. 3-4.
- Michael Cousins, "Grotte de Lady Elizabeth [Hagley]", Follies Magazine, #64, p. 14-16.
- Michael Cousins, "Hagley Park, Worcestershire", Garden History, vol. 35, suppl. 1 (2007), p. 1-152.